# Sommet mondial climat et territoires
 (novembre 2018).
Si vous disposez d'ouvrages ou d'articles de référence ou si vous connaissez des sites web de qualité traitant du thème abordé ici, merci de compléter l'article en donnant les références utiles à sa vérifiabilité et en les liant à la section « Notes et références ».
Le sommet mondial sur le climat et les territoires, ou sommet mondial climat & territoires, est une conférence internationale qui s'est tenue à Lyon les 1er juillet 2015 et 2 juillet 2015 en vue d'unifier à l'échelle mondiale les politiques publiques conduites par les collectivités locales et des acteurs non étatiques (ONG, entreprises, syndicats, etc.) en matière de lutte contre le changement climatique.

## Organisation
Le sommet, organisé à l'initiative de la région Rhône-Alpes, fait écho au Plan d’action Lima-Paris annoncé à la COP20 au Pérou en décembre 2014 (Agenda des solutions) pour accélérer l’action dans la lutte contre le dérèglement climatique. Les engagements et propositions présentés au Sommet mondial Climat & Territoires seront adressés à la Présidence française de la COP21 en vue de la Conférence de Paris ainsi qu’à l’ensemble des États parties à la Convention-cadre des Nations unies sur les changements climatiques (CCNUCC). 
Un certain nombre de personnalités politiques étaient présentes au sommet : François Hollande, président français, Hakima El Haité, ministre marocaine chargée de l'Environnement, et David Heurtel, ministre québécois du développement durable, de l'environnement et de la lutte contre les changements climatiques. Plus de 800 représentants des collectivités territoriales et de la société civile ont participé au sommet; entre autres, le maire de Lyon, Gérard Collomb, la maire de Paris, Anne Hidalgo, le maire de Dakar, Khalia Ababacar Sall, le maire d'Istanbul, Kadir Topbaş, le maire de Bogota, Gustavo Petro, la maire de Marrakech, Fatima Ezzahra El Mansouri, et le maire de Bamako, Adama Sangaré, étaient présents.